# Aurembiaix d'Urgell
Aurembiaix d'Urgell (Balaguer, 1196 — Balaguer, 1231) fou l'última comtessa d'Urgell entre 1209 i 1231.
Filla del comte Ermengol VIII d'Urgell i d'Elvira de Subirats (o Elvira Núñez de Lara). Casada en primeres núpcies el 1212 amb Álvaro Pérez de Castro, un casament anul·lat el 1228. En segones es casà el 1229 amb Pere de Portugal, fill del rei Sanç I de Portugal. D'aquesta unió no tingué fills.

## Biografia
A la mort del seu pare, Ermengol VIII el 1209, n'heretà el comtat, mentre que la regència quedava a mans del rei Pere el Catòlic, a qui li cedí la seva mare, Elvira de Subirats. Indefensa davant les turbulències que se sobrevenien en el comtat, la seva línia hereditària fou qüestionada i se'n plantejà la substitució en benefici de la casa de Cabrera. Aquest buit de poder fou aprofitat per Guerau IV de Cabrera per apoderar-se'n, amb el pretext que una dona no podia gestionar un comtat. Alhora, la monarquia, afeblida, maldava per recuperar els seus drets davant la noblesa feudal.
S'instal·là a terres castellanes fins a molt més enllà de la mort de la seva mare, presumiblement cap al 1220, que li cedí tots els drets sobre el comtat, esperant el moment idoni per tornar i exigir el que li havien negat. Es casà en primeres núpcies el 1212 amb Álvaro Pérez de Castro, cunyat de Guerau IV de Cabrera i instal·là segurament la seva residència a Toledo. Álvaro Pérez de Castro, que actuà en diverses campanyes al costat de la monarquia castellana, i de Ferran III, especialment, s'hagué de refugiar entre els musulmans del sud de la península a causa de les lluites intestines entre els nobles de les famílies Lara i Castro, en què aquests segons perderen poder en favor dels primers; aquest fet allunyà els cònjuges.
Mentre, amb un Jaume I encara infant - amb qui Aurembiaix havia estat compromesa -, els seus consellers van reconèixer l'apropiació del comtat per part de Guerau IV de Cabrera, com s'indica en el Conveni de Montsó de 1217. El 1222, tot i que l'herència materna, en l'àmbit jurídic, no deixava lloc a dubte sobre els drets d'Aurembiaix envers el comtat l'Urgell, el comte rei mateix li reconeixia a Guerau de Cabrera l'ocupació de fet del comtat, en virtut del conveni de Terrer, sempre que no fos reivindicat per Aurembiaix, cas en què hauria d'acceptar la decisió reial.
El 1228 el matrimoni, sense fills, era anul·lat a causa del parentiu entre els cònjuges, cosins segons per part de les respectives mares. Llavors, aconsellada pel seu padrastre Guillem IV de Cervera, es traslladà a Lleida i vindicà els seus drets a la corona comtal davant el rei, a la ciutat de Lleida. Després de la negociació i el pacte entre les parts, que implicava que Aurembiaix en el futur tingués el comtat en feu, fou necessari que el rei emprengués una campanya militar que retornà la família Cabrera al vescomtat d'Àger. De fet, el 23 d'octubre d'aquell mateix any, se signava un controvertit contracte de concubinatge entre el monarca i la comtessa a Agramunt, en que Aurembiaix es comprometia a donar el comtat d'Urgell a Jaume I o els seus descendents després de la seva mort i a canvi exigia que ell no l'abandonés tret que prengués nova esposa que li permetés donar a Aurembiaix tants diners com el valor del comtat. Tot i això tot just el 1229, Aurembiaix es casava a Valls amb Pere I d'Urgell, també conegut com a Pere de Portugal, fill del rei Sanç I de Portugal, emparentat amb els Castro i els Cabrera.
Dos anys després, el 1231, Aurembiaix moria sense descendència, i deixava el comtat a mans del seu marit, que més tard l'intercanviaria amb el mateix Jaume I pel feu del regne de Mallorca. I novament els Cabrera tornarien a apoderar-se del comtat, amb el suport de la noblesa del territori, començant una nova dinastia urgellenca. Fou enterrada al monestir de Sant Hilari de Lleida.